# Довженок, Василий Иосифович
Васи́лий Ио́сифович Довженок (11 (24) апреля 1909 — 16 декабря 1976) — советский ученый-славист, исследователь истории Древней Руси. Доктор исторических наук (1962), профессор (1967). Вице-президент Международной унии археологов-славистов (1965).

## Биография
Василий Иосифович Довженок родился в селе Кропивня Стародубской волости Черниговской губернии. Трудился на шахте в Донбассе. В 1934 году окончил отделение музееведения и искусствоведения Киевского государственного художественного института. Работал научным сотрудником Киевского исторического музея. Поступил в аспирантуру Киевского университета. С 1938 года работал в Институте археологии АН УССР и одновременно преподавал историю СССР в Киевском педагогическом институте. Принимал участие в археологических раскопках Киева под руководством М. К. Каргера. В 1940 году защитил кандидатскую диссертацию. С началом Великой Отечественной войны вступил в ополчение, после отступления советских войск из Киева добрался до Полтавы, где возглавил археологический отдел местного музея. В 1943—1945 годах служил в 17-м гвардейском воздушно-десантном полку, участвовал в Корсунь-Шевченковской и Ясской операциях, боях за Будапешт и Прагу. По окончании войны вернулся в Институт археологии АН УССР, где работал старшим научным сотрудником. В период 1954—1976 гг. руководил сначала отделением, а впоследствии сектором славяно-русской и средневековой археологии. Под его руководством были осуществлены раскопки выдающихся раннеславянских и древнерусских памятников — Сахновка, Воинь, Волынцево, Вышгород, Чучин и др.

## Работы
Автор около 120 научных публикаций, в том числе:

#### Монографии
- Військова справа в Київській Русі: науково-популярний нарис (укр.) / відп. ред. П. П. Єфіменко. — Київ: Вид-во АН УРСР, 1950. — 86 с. Архивировано 19 сентября 2024 года.
- Землеробство Древньої Русі до середини XIII ст. (укр.) / відп. ред. А. Т. Брайчевська. — Київ: Вид-во АН УРСР, 1961. — 270 с. Архивировано 4 октября 2023 года.
- Довженок В. Й., Гончаров В. К., Юра Р. А.[укр.]. Древньоруське місто Воїнь (укр.) / відп. ред. Д. І. Бліфельд. — Київ: Наукова думка, 1966. — 148 с.

#### Статьи
- Огляд археологічного вивчення древнього Вишгорода за 1934—1937 рр. (укр.) // Археологія  / відп. ред. П. П. Єфіменко. — Київ: Вид-во АН УРСР, 1950. — Т. III. — С. 64—92. Архивировано 13 августа 2023 года.
- Розкопки древнього Вишгорода (укр.) // Археологічні пам’ятки УРСР  / відп. ред. П. П. Єфіменко. — Київ: Вид-во АН УРСР, 1952. — Т. III. — С. 14—28. Архивировано 27 апреля 2023 года.
- Розкопки біля с. Волинцевого Сумської області (укр.) // Археологічні пам’ятки УРСР  / відп. ред. П. П. Єфіменко. — Київ: Вид-во АН УРСР, 1952. — Т. III. — С. 251—270. Архивировано 27 апреля 2023 года.
- К истории земледелия у восточных славян в I тыс. до н. э. и в эпоху Киевской Руси // Материалы по истории земледелия СССР / отв. ред. Б. Д. Греков. — Сб. 1. — М.: Изд-во АН СССР, 1952. — С. 115—159.
- Феодальний маєток в епоху Київської Русі в світлі археологічних даних (укр.) // Археологія  / відп. ред. П. П. Єфіменко. — Київ: Вид-во АН УРСР, 1953. — Т. VIII. — С. 10—27. Архивировано 24 апреля 2023 года.
- Довженок В. Й., Лінка Н. В.[укр.]. Розвідки древньоруських городищ на нижній Росі в 1949 р. (укр.) // Археологічні пам’ятки УРСР  / відп. ред. С. М. Бібіков. — Київ: Вид-во АН УРСР, 1955. — Т. V. — С. 151—157. Архивировано 25 апреля 2023 года.
- Городища и селища на Роси и Россаве (по материалам разведки 1954 г.) // Краткие сообщения Института археологии  / отв. ред. С. Н. Бибиков. — Киев: Изд-во АН УССР, 1955. — Вып. 5. — С. 51—54. Архивировано 20 апреля 2023 года.
- Про давньоруську державність в період феодальної роздробленості (укр.) // Археологія  / відп. ред. С. М. Бібіков. — Київ: Вид-во АН УРСР, 1957. — Т. X. — С. 25—35. Архивировано 24 апреля 2023 года.
- Раскопки древнерусских памятников на Роси в 1956 году // Краткие сообщения Института археологии  / отв. ред. С. Н. Бибиков. — Киев: Изд-во АН УССР, 1959. — Вып. 8. — С. 146—155. Архивировано 25 апреля 2023 года.
- Довженок В. И., Линка Н. В.[укр.]. Раскопки раннеславянских поселений в нижнем течении р. Рось // Памятники зарубинецкой культуры  / под ред. П. Н. Третьякова. — М.—Л.: Изд-во АН СССР, 1959. — С. 102—113. Архивировано 23 января 2022 года.
- Київ — центр Русі в період феодальної роздрібненості (укр.) // Український історичний журнал. — 1959. — № 6. — С. 89—98.
- Об уровне развития земледелия в Киевской Руси // История СССР. — 1960. — № 5. — С. 59—74.
- Татарське місто на нижньому Дніпрі часів пізнього середньовіччя (укр.) // Археологічні пам’ятки УРСР  / відп. ред. С. М. Бібіков. — Київ: Вид-во АН УРСР, 1961. — Т. X. — С. 175—193. Архивировано 24 апреля 2023 года.
- Древньоруські городища-замки (укр.) // Археологія  / відп. ред. С. М. Бібіков. — Київ: Вид-во АН УРСР, 1961. — Т. XIII. — С. 95—104. Архивировано 23 апреля 2023 года.
- Археологический комментарий к сведениям литературных источников о смердах и закупах // Краткие сообщения Института археологии  / отв. ред. С. Н. Бибиков. — Киев: Изд-во АН УССР, 1962. — Вып. 12. — С. 28—36. Архивировано 20 апреля 2023 года.
- Літописний Чучин (укр.) // Археологія  / відп. ред. С. М. Бібіков. — Київ: Наукова думка, 1964. — Т. XVI. — С. 119—125. Архивировано 23 апреля 2023 года.
- Черты хозяйства и общественной организации у славян Поднепровья в период заселения Балкан // Acta Archaeologica Academiae Scientiarum Hungaricae  / red. Gy. Moravcsik. — Budapest: Akadémiai Kiadó, 1965. — Köt. XVII. — O. 29—35.
- Раскопки Чучина // Археологические исследования на Украине в 1965—1966 гг  / отв. ред. П. П. Толочко. — Киев: Наукова думка, 1967. — С. 20—24. Архивировано 20 апреля 2023 года.
- Древнерусские городища на Среднем Днепре (в зоне строительства Каневской ГЭС) // Советская археология. — 1967. — № 4. — С. 260—273.
- Сторожевые города на юге Киевской Руси // Славяне и Русь  / отв. ред. Е. И. Крупнов. — М.: Наука, 1968. — С. 37—45.
- Некоторые вопросы археологического изучения древнерусского села домонгольского времени // I Miedzynarodowy Kongres archeologii slowiańskiej  / red. W. Hensel. — Wrocław—Warszawa—Kraków, 1968. — T. IV. — S. 7—19.
- Характерні риси феодалізму в Київській Русі (укр.) // Український історичний журнал. — 1970. — № 12. — С. 36—44. Архивировано 20 сентября 2024 года.
- София Киевская и культура Киевской Руси // София Киевская: материалы исследований  / отв. ред. Ю. А. Нельговский. — Киев: Будівельник, 1973. — С. 9—12. Архивировано 30 марта 2022 года.
- Про типи городищ Київської Русі (укр.) // Археологія  / відп. ред. І. І. Артеменко. — Київ: Наукова думка, 1975. — Вип. 16. — С. 3—14.
- Вишгород (укр.) // Археологiя Українськой РСР  / відп. ред. В. Й. Довженок. — Київ: Наукова думка, 1975. — Т. 3. — С. 229—236. Архивировано 10 февраля 2025 года.
- Щучинське городище (укр.) // Археологiя Українськой РСР  / відп. ред. В. Й. Довженок. — Київ: Наукова думка, 1975. — Т. 3. — С. 281—284. Архивировано 10 февраля 2025 года.
- Основні питання стародавньої історії Русі (укр.) // Археологiя Українськой РСР  / відп. ред. В. Й. Довженок. — Київ: Наукова думка, 1975. — Т. 3. — С. 413—421. Архивировано 10 февраля 2025 года.
- Черняхівська культура в історії населення Середнього Подніпров'я (укр.) // Дослідження з слов'яно-руської археології  / відп. ред. В. Й. Довженок. — Київ: Наукова думка, 1976. — С. 63—72. Архивировано 24 апреля 2023 года.
- Среднее Поднепровье после татаро-монгольского нашествия // Древняя Русь и славяне  / отв. ред. Т. В. Николаева. — М.: Наука, 1978. — С. 76—82.
- Довженок В. И., Зоценко В. Н.[укр.]. Вышгород // Археология Украинской ССР  / гл. ред. И. И. Артеменко. — Киев: Наукова думка, 1986. — Т. 3. — С. 303—310. Архивировано 7 декабря 2023 года.